# Isaac Semitoje
Isaac Semitoje (20 aprile 1968) è un ex calciatore nigeriano, di ruolo difensore.